# Decavitator

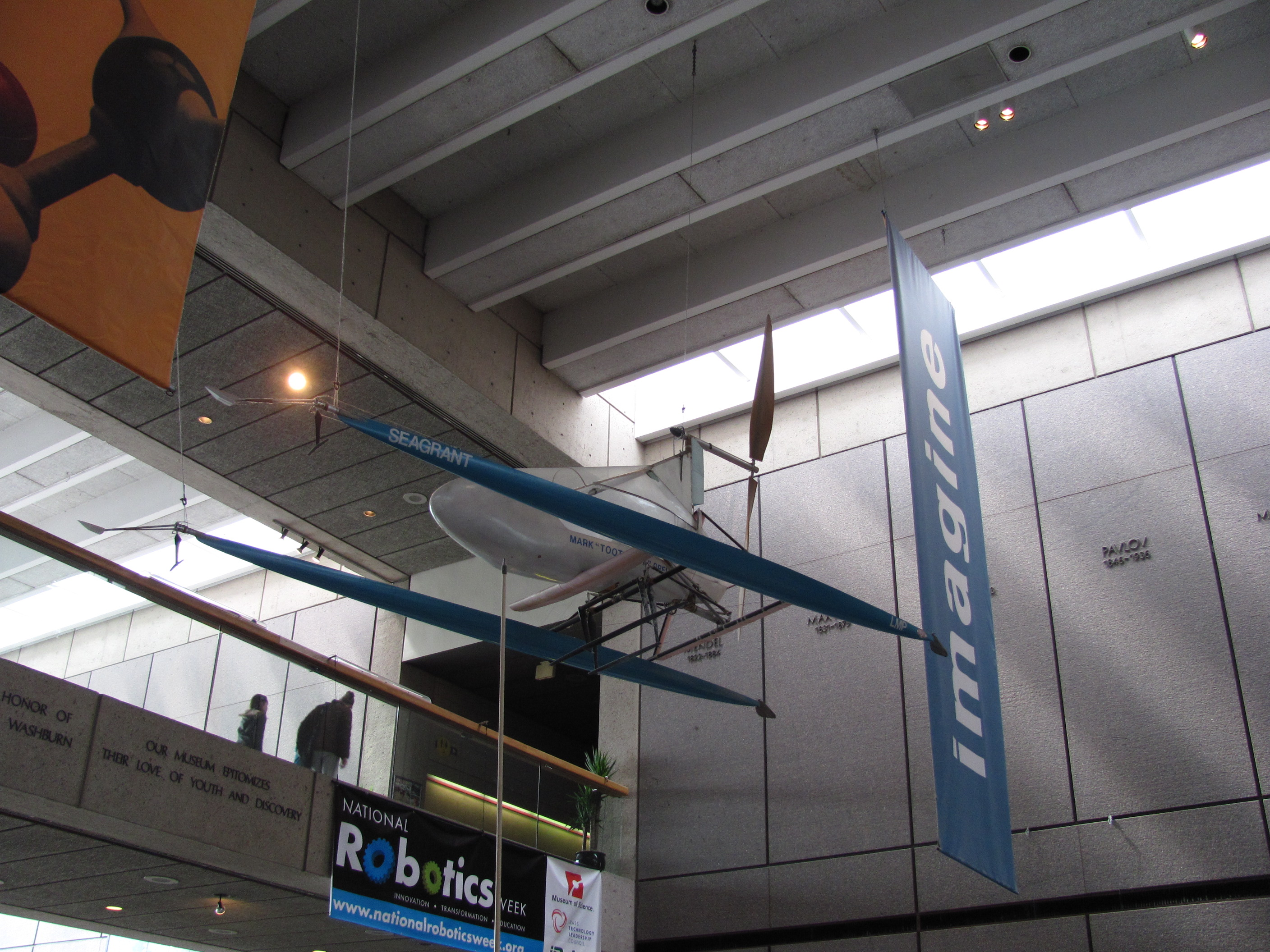
Decavitator, au Musée de la science de Boston

Le Decavitator est un hydroptère à pédales, détenteur du record de vitesse pour un bateau à propulsion humaine.
La vitesse du record est de 18,5 nœuds (34,26 km/h) sur une distance de 100 m à Boston le 27 octobre 1991. Il est récompensé par le prix DuPont de la plus rapide embarcation à propulsion humaine.
Sa conception et sa fabrication sont effectuées par le Massachusetts Institute of Technology, sous la direction de Mark Drela.
Le modèle est actuellement exposé au musée de la Science de Boston.

## Description
C'est un engin de record monoplace, de configuration catamaran, propulsé par une hélice aérienne actionnée par un pédalier, à transfert de portance :
- à basse vitesse, portance classique par deux coques flottantes de 5,20 m[4] ;
- à moyenne, à partir de 7 nœuds, l'engin déjauge : la portance est assurée en majorité par les foils (deux foils arrières, un petit et un plus grand) ;
- à grande vitesse, au-delà de 16 nœuds (29,63 km/h), le foil à grande envergure utilisé au décollage est rétracté.

Une paire de foils à l'avant assure la stabilité de l'engin (configuration canard) quand les flotteurs ont déjaugé.

### Dimensions
- longueur et largeur : 6,10 × 2,40 m
- foil de décollage 1 520 × 60 mm - foil de grande vitesse 760 × 35 mm, surface 0,027 m2
- masse lège 22 kg, en charge 86 kg (pilote 64 kg)

### Moteur et propulseur
Le terme « à propulsion musculaire » généralement employé n'est pas correct sur le plan mécanique, le propulseur étant l'hélice et non le pilote.
- moteur : puissance maximale du pilote, environ 600 à 700 watts au niveau du pédalier, régime nominal 125 tr/min
- transmission par chaîne rapport 2/1 (effet multiplicateur),
- propulseur : hélice aérienne bipale diamètre 3,05 m, régime nominal 250 tr/min